# Conferente de carga
Um conferente de carga ou conferente marítimo é um profissional administrativo da marinha mercante responsável pela contagem e identificação de mercadorias a bordo de um navio ou pela recepção e entrega de mercadorias nas instalações portuárias.

## Funções
No âmbito das suas funções, compete a um conferente assistir às operações de carga e descarga das embarcações, nas quais é responsável por identificar e contar as mercadorias, controlar as pesagens, prevenir os derrames, medir os espaços vazios e temperaturas nos porões das embarcações, recolher amostras e outros elementos necessários à realização de exames periciais e de medições. O conferente é responsável por efetuar o relatório final das operações, relativamente à fiscalização, condições de recepção e embarque das mercadorias, eventuais alterações e acondicionamento. Nos portos, o conferente é responsável pelo controle de recepção e de entrega das mercadorias nos cais, entrepostos, armazéns e terminais.

## Carreira
O conferente de carga pode ser um funcionário portuário ou um tripulante de um navio. Dependendo da legislação marítima do país, a carreira de conferente pode ser certificada e regulamentada ou não. 
Em Portugal, a carreira de conferente de carga (depois designada "escriturário conferente") da marinha mercante foi extinta em 2001. Até então, pertencia ao escalão da mestragem de convés. Desde então, a profissão não é regulamentada, podendo ser exercida por qualquer pessoa com habilitações iguais ou superiores ao 12º ano do ensino secundário, que sejam contratadas para tal por uma empresa ou outra entidade do setor marítimo-portuário.
No Brasil a carreira de conferente de carga é regulamentada pela Lei Federal 12.815 de 05 de Junho de 2015 (Artigo 40°), e deve ser exercida por trabalhadores avulsos devidamente selecionados e qualificados pelo órgão gestor de mão de obra avulsa, no que diz respeito ao âmbito do porto público, no que diz respeito aos portos privados fica conforme a vontade do empregador.